# جائزة سان مارينو الكبرى للدراجات النارية 1993
جائزة سان مارينو الكبرى للدراجات النارية 1993 هو سباق دراجات نارية أقيم بتاريخ 18 يوليو 1993 في حلبة موجيلو. كان الجولة التاسعة من أصل 14 في سباق الجائزة الكبرى للدراجات النارية موسم 1993. فاز الأسترالي ميك دوهان بفئة 500 سي سي بينما جاء الأمريكي كيفن شوانتز في المركز الثاني وحصل على المركز الثالث الأمريكي وين ريني.

## وصلات خارجية
- الموقع الرسمي